# Cerimônia de abertura dos Jogos Olímpicos de Verão de 2020
A cerimônia de abertura dos Jogos Olímpicos de Verão de 2020 aconteceu na noite de 23 de julho de 2021 no Estádio Nacional do Japão, em Tóquio no Japão. Como definido pela Carta Olímpica, os procedimentos combinaram a abertura formal e cerimonial deste evento esportivo internacional, incluindo os discursos de boas vindas, içamento das bandeiras e a parada das nações, com um espetáculo artístico para mostrar a história e a cultura da nação.
Os preços dos ingressos para a Cerimônia de Abertura estavam programados para serem comercializados entre ¥12 000 e ¥300 000.

## Preparações
O Comitê Organizador dos Jogos Olímpicos e Paralímpicos de Tóquio (TOCOG) deu o primeiro relatório das preparações em dezembro de 2017, com a liberação do documento de "políticas básicas" para as cerimônias olímpicas e paralímpicas. O documento foi baseado em respostas de especialistas e em opiniões do público japonês e inclui os elementos fundamentais para o posicionamento e conceito geral de quatro cerimônias. A cerimônia de abertura olímpica irá introduzir os temas e conceitos de quatro cerimônias, incluindo paz, coexistência, reconstrução, o futuro, Japão e Tóquio, os atletas e envolvimento.
Em julho, Mansai Nomura, um ator no teatro japonês tradicional, foi anunciado como o Diretor Chefe Criativo das cerimônias de abertura e de encerramento. Em dezembro de 2020, Normura saiu do papel e se tornou um orientador, com Hiroshi Sasaki sendo nomeado o novo Diretor Chefe Criativo das cerimônias de Tóquio. Em março de 2021, Sasaki renuncionou após fazer um comentário depreciativo sobre a comediante e ícone fashion japonesa Naomi Watanabe. As notícias vieram um mês após Yoshiro Mori, presidente do Comitê Organizador de Tóquio 2020, renunciou após comentários depreciativos feitos sobre membros mulheres do comitê.
Marco Balich, da Balich Worldwide Shows, é o produtor. Ele esteve envolvido na produção das cerimônias dos Jogos Olímpicos de Inverno de 2006, Jogos Olímpicos de Inverno de 2014 e Jogos Olímpicos de Verão de 2016, além de ter realizado outras cerimônias internacionais, como a Universíada de Verão de 2019 e os Jogos Pan-Americanos de 2019, em Lima. Em julho de 2019, ele informou que seu envolvimento seria em parceria com a empresa japonesa Dentsu. O diretor criativo da Dentsu para estas cerimônias, Kaoru Sugano, renunciou em janeiro de 2020 devido a denúncias de assédio.
As cerimônias de abertura prévia realizadas no Japão, como a Cerimônia de abertura dos Jogos Olímpicos de Inverno de 1998, em Nagano, misturaram elementos culturais antigos japoneses com temas da paz internacional. Relatos da Inside the Games e da Kyodo News em janeiro de 2020 sugerem que haverá um maior foco na tecnologia japonesa na cultura popular japonesa neste cerimônia. A especulação não é sem motivo. Na Cerimônia de encerramento dos Jogos Olímpicos de Verão de 2016, o então Primeiro-Ministro do Japão, Shinzo Abe estava vestido de Mario no momento da entrega dos Jogos.

### Impacto da COVID-19
Em fevereiro de 2020, após anúncios alertando sobre a restrição da maratona de Tóquio devido aos efeitos da COVID-19, profissionais de saúde trouxeram a questão sobre se a cerimônia de abertura também seria afetada. Em 24 de março de 2020, o COI e o Comitê Organizados de Tóquio oficialmente anunciaram que, devido à pandemia da COVID-19, as Olimpíadas e as Paralimpíadas seriam adiadas para 2021, e realizadas não após o verão de 2021 (sendo esta a primeira ocasião em que uma edição inteira dos Jogos foi adiada). Em 30 de março de 2020, foi anunciado que a cerimônia seria realizada em 23 de julho de 2021. A parte japonesa do Revezamento da tocha dos Jogos Olímpicos de Verão de 2020 iria começar em Fukushima (o local do Acidente nuclear de Fukushima I em 2011) em 26 de março de 2020 com o Ministério das Relações Exteriores do Japão usando o termo "Olimpíadas da Reconstrução", mas foi adiada para 25 de março de 2021.
Balich declarou que a crise da Covid-19 será mencionada em algum momento durante a cerimônia de abertura, devido à sua significância para os Jogos. Em dezembro de 2020, quando Sasaki foi nomeado o novo Diretor Chefe Criativo para as cerimônias, ele apontou que os planos anteriores foram apagados, já que foram considerados muito extravagantes, o que sugeriu que seriam simplificados e reduzidos conforme as expectativas do público.
Durante as conversas para a organização no fim de 2020, as preocupações cresceram sobre se os atletas poderiam comparecer à cerimônia de abertura. Em novembro de 2020, os organizadores decidiram que não haveria limite de atletas na cerimônia se eles desejarem participar, mas haverá um máximo de seis oficiais para cada delegação.
Com a extensão do estado de emergência em Tóquio, ficou decidido que o evento será realizado com acesso restrito ao público, tendo apenas a presença de dirigentes esportivos, jornalistas e convidados no evento.

## Procedimentos

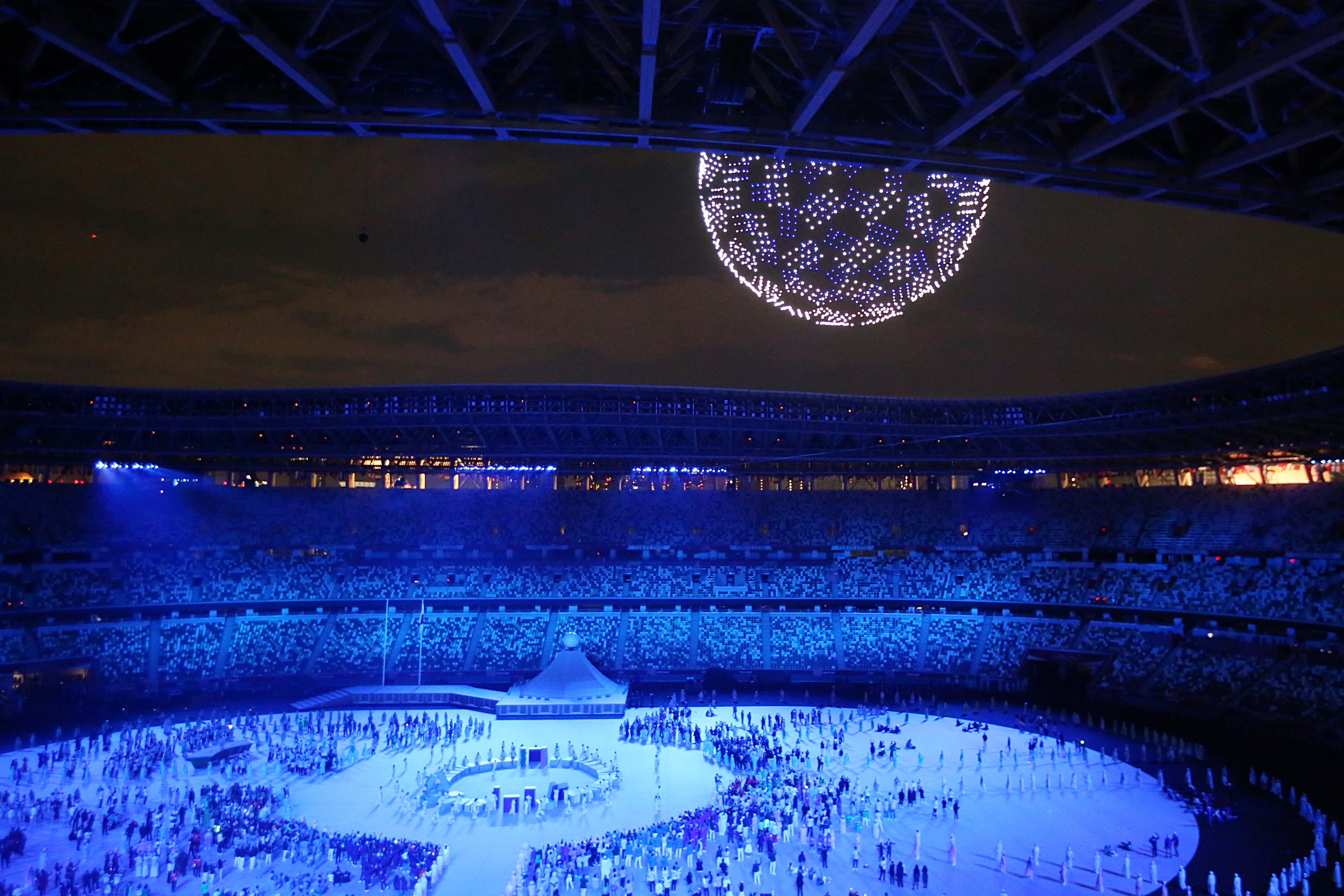
Primeira parte da apresentação de drones durante a abertura

Drones formando o planeta terra durante a cerimônia

Muitas sequências da cerimônia foram pré-gravadas.
- No dia da cerimônia, houve um voo de exibição da Blue Impulse, esquadrão de acrobacias da Força Aérea Japonesa de Auto-Defesa. O esquadrão desenhou os anéis olímpicos nos céus de Tóquio, marcando o 57º aniversário dos Jogos de 1964 pela primeira vez em Tóquio.
- Médicos e enfermeiros foram homenageados durante toda a cerimônia, além de participarem dos momentos protocolares.
- Um minuto de silêncio foi feito para aqueles que morreram de Covid, mas também incluiu um minuto de silêncio para as vítimas do massacre de Munique de 1972.
- Um vídeo pré-gravado foi mostrado de Muhammad Yunus recebendo o prêmio Olímpico Laurel.
- A declaração de abertura dos Jogos Olímpicos de 2020, limitada a uma declaração prescrita de cerca de 17 palavras, estabelecida na Carta Olímpica, foi feita pelo Imperador Naruhito. Kyodo News citou uma fonte confirmando que o imperador estaria presente. Ele foi o terceiro imperador japonês a abrir uma Olimpíada, seguindo seu avô, o imperador Hirohito (verão de 1964 e as Olimpíadas de inverno de 1972) e seu pai, o imperador Akihito (Jogos Olímpicos de inverno de 1998). Ele também é o patrono honorário dos Jogos Olímpicos e Paraolímpicos de Tóquio 2020.
- A cerimônia contou com música de Seigen Tokuzawa, Marihiko Hara e Masayuki Kagei. No entanto, a música da popular série de videogames japoneses também foi usada no desfile das nações, incluindo Dragon Quest, Sonic the Hedgehog, Kingdom Hearts, Final Fantasy e muito mais.
- Cinco fatos inusitados chamaram a atenção do público que acompanhava a cerimônia na televisão e na internet: a delegação da Argentina entrou completamente animada no estádio, fato esse também visto nas delegações de Gana e Portugal. O atleta de taekwondo Pita Taufatofua foi novamente o porta-bandeira de Tonga, repetindo a mesma performance da Cerimônia de abertura dos Jogos Olímpicos de Verão de 2016 ao desfilar sem camisa e besuntado. Mesmo sem a presença dos atletas que anunciaram desistência por conta da COVID-19, houve o desfile da bandeira do Guiné, carregada por um voluntário. Os brasileiros Bruno Rezende e Ketleyn Quadros fizeram passos de samba no desfile e imitaram os porta-bandeira do carnaval.[24] As delegações do Quirguistão e Tajiquistão, ao contrário das demais, desfilaram completamente sem máscara, levantando críticas. O porta-bandeira do Paquistão também desfilou sem máscara.[25]
- A Rússia, sob o nome de Atletas Olímpicos da Rússia, desfilou sob a bandeira olímpica, cumprindo a suspensão por dois anos por irregularidades no exame antidoping.
- 1.824 drones com LED iluminaram os céus do Estádio Olímpico com a formação do logotipo dos Jogos Olímpicos e o planeta terra, com destaque ao mapa da Asia.[26]
- A música Imagine, composta por John Lennon, foi cantada por Angélique Kidjo, Alejandro Sanz, John Legend, Keith Urban e Suginami Junior Chorus. Foi organizado por Hans Zimmer.
- Imagine já apareceu em outras cerimônias olímpicas, incluindo a cerimônia de encerramento de 1996, a cerimônia de abertura de 2006, a cerimônia de encerramento de 2012 e a cerimônia de abertura de 2018.
- Um grupo de humor do Japão satirizou uma equipe de reportagem mostrando toda a festa no Estádio, fato que foi visto como uma homenagem aos jornalistas.
- Foi exibida uma esquete de um ator japonês imitando um controle mestre, que iluminava o estádio, os locais de competição e a cidade inteira.
- A dupla de comédia HIRO-PON dirigiu a sequência de pictogramas.
- Assim como na Cerimônia de abertura dos Jogos Olímpicos de Verão de 2012, a população também participou do revezamento da tocha até a sua fundação na pira olímpica, que foi representada pelo topo do Monte Fuji. Participaram do revezamento final: os atletas de beisebol Sadaharu Oh e Hideki Matsui, um médico e uma enfermeira, cinco estudantes de escolas atingidas pelo Sismo e tsunami de Tohoku em 2011 e a atleta de tênis Naomi Osaka que inaugurou a tocha.[27]
- No Rio de Janeiro, sede anterior dos Jogos Olímpicos, a tocha voltou a ser acesa na Igreja da Candelária, na véspera da cerimônia de abertura dos atuais Jogos Olímpicos, ficando acesa até o fim do evento.[28]

## Parada das Nações

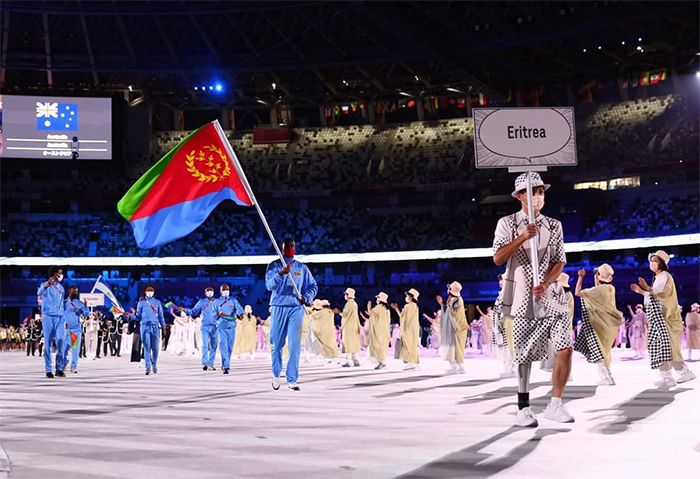
Delegação da Eritréia durante o desfile

Os atletas entraram no estádio em uma ordem ditada pela tradição olímpica. Como o país de origem das Olimpíadas, a Grécia entrará primeiro. As outras delegação entraram em ordem katakana, baseado nos nomes das nações na língua japonesa, a primeira vez em que isso ocorrerá, já que a língua inglesa foi utilizada nas edições anteriores no Japão. Seguindo a tradição, a delegação do país-sede, Japão, entrará por último.
A Equipe Olímpica de Refugiados, composta por refugiados de diversas nações, foi a segunda nação a entrar, após a Grécia. Pela primeira vez na cerimônia de abertura, as nações que sediarão as próximas duas edições, em 2024 e 2028, França e Estados Unidos, marcharam antes do país-sede, em vez de entrarem na 153ª posição (entre Brasil e Bulgária) e na 6ª posição (entre Afeganistão e Samoa Americana), respectivamente, de acordo com a ordem alfabética japonesa.
Os nomes das nações foram anunciados em francês, seguido por inglês e japonês, as línguas oficiais do movimento olímpico e do país-sede, de acordo com as regras tradicionais do Comitê Olímpico Internacional (COI).

## Hinos
- - Kimigayo - Hino Nacional Japonês
- - Hino Olímpico

## Autoridades presentes

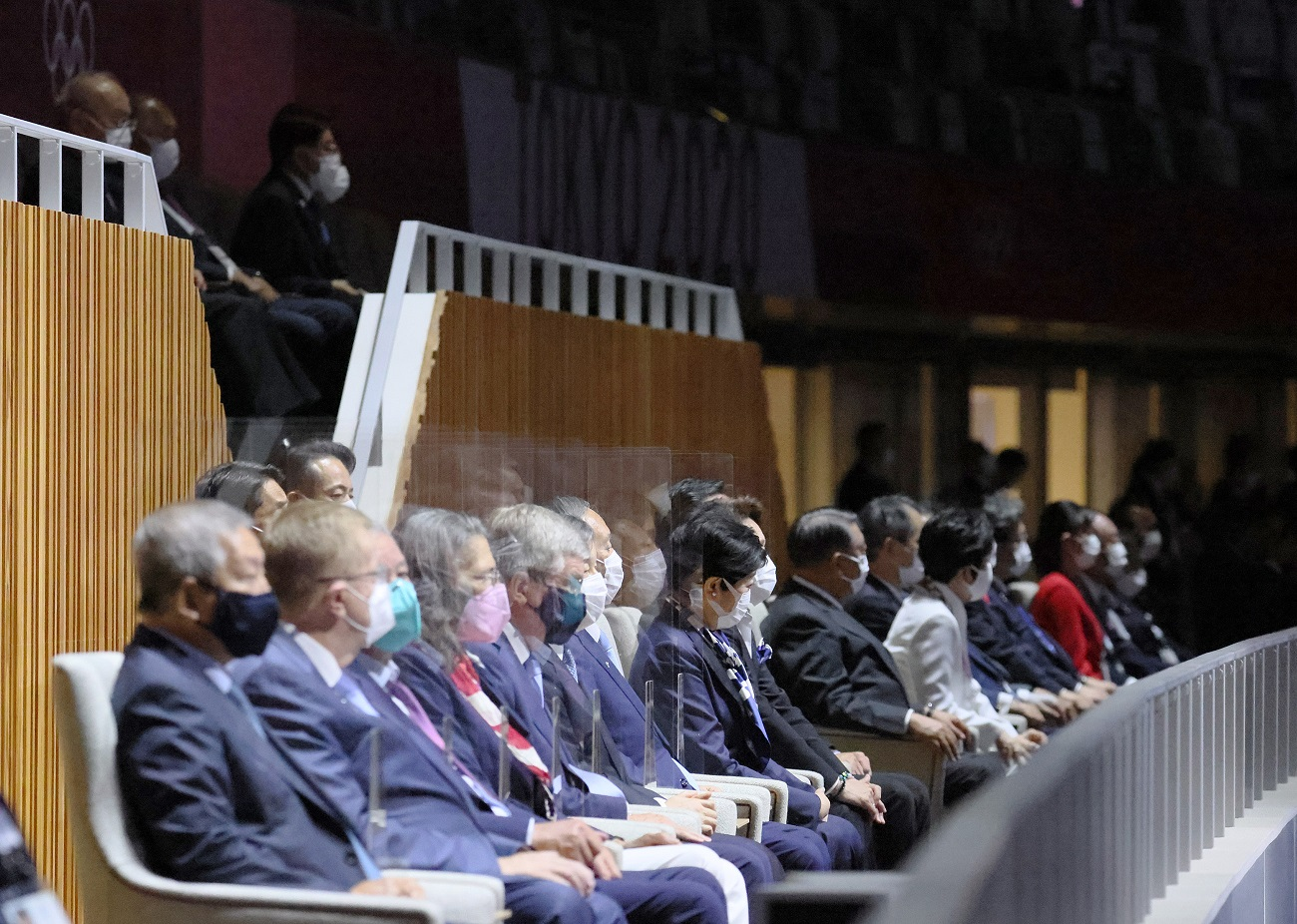
Dignitários presentes (no Estádio Olímpico em 23 de julho de 2021)

- Armênia – Presidente Armen Sarksyan[31]
- Austrália – Ministro do esporte Richard Colbeck e Premier de Queensland Annastacia Palaszczuk[32]
- Bulgária – Ministro da Juventude e Esportes, Andrey Kuzmanov[33]
- Canadá – Ministra do Trabalho, Desenvolvimento da Força de Trabalho e Inclusão de Deficiências,  Carla Qualtrough[34]
- China – Diretor-Geral da Administração Geral do Estado de Esportes Gou Zhongwen[35]
- Coreia do Sul – Ministro da Cultura, Esportes e Turismo Hwang Hee[36]
- Croácia – Ex- presidente Kolinda Grabar-Kitarović
- Eslovênia – Ministra da Pesquisa, Educação e Esportes Simona Kustec[33]
- Estados Unidos – Primeira-dama Jill Biden[37]
- Finlândia – Ministro da Ciência e Cultura Antti Kurvinen[38]
- França – Presidente Emmanuel Macron[37]
- Grécia – Vice-Ministro da Cultura e do Esporte Lefteris Avgenakis[33]
- Índia - Ministro dos Esportes Anurag Thakur[39]
- Itália - Secretária de esportes, Valentina Vezzali[33]
- Japão – Imperador Naruhito,[37] Primeiro Ministro Yoshihide Suga,[40] Governadora de Tóquio Yuriko Koike, Presidente do Comitê Organizador dos Jogos Olímpicos e Paraolímpicos de Tóquio, Seiko Hashimoto[41]
- Kosovo – Presidente Vjosa Osmani[42]
- Lituânia – Vice-Ministra da Ciência, Educação e Esporte, Linas Obcarskas[33]
- Luxemburgo – Grão-Duque Henri de Luxemburgo[33]
- Mônaco – Príncipe Soberano de Mônaco Albert II, Príncipe de Mônaco[43]
- Mongólia –  Primeiro Ministro Luvsannamsrain Oyun-Erdene[44]
- Montenegro – Primeiro Ministro Zdravko Krivokapić[42]
- Polônia – Presidente Andrzej Duda[37]
- Reino Unido – Ministro do Esporte Nigel Huddleston[33]
- San Marino – Capitães Regentes Gian Carlo Venturini e Marco Nicolini[45]
- Sudão do Sul – Vice-presidente Rebecca Nyandeng De Mabior[46]
- Suíça – Presidente Guy Parmelin[47]

### Organizações internacionais
- Comitê Olímpico Internacional – Presidente Thomas Bach[48]
- Organização das Nações Unidas – Ex -Secretário-Geral Ban Ki-moon (presente como Presidente da Comissão de Ética do COI),[49][50] Alto Comissário para Refugiados Filippo Grandi[46]
- Predefinição:OMSb Organização Mundial da Saúde – Organização Mundial da Saúde - Diretor-Geral Tedros Adhanom[51]

## Local

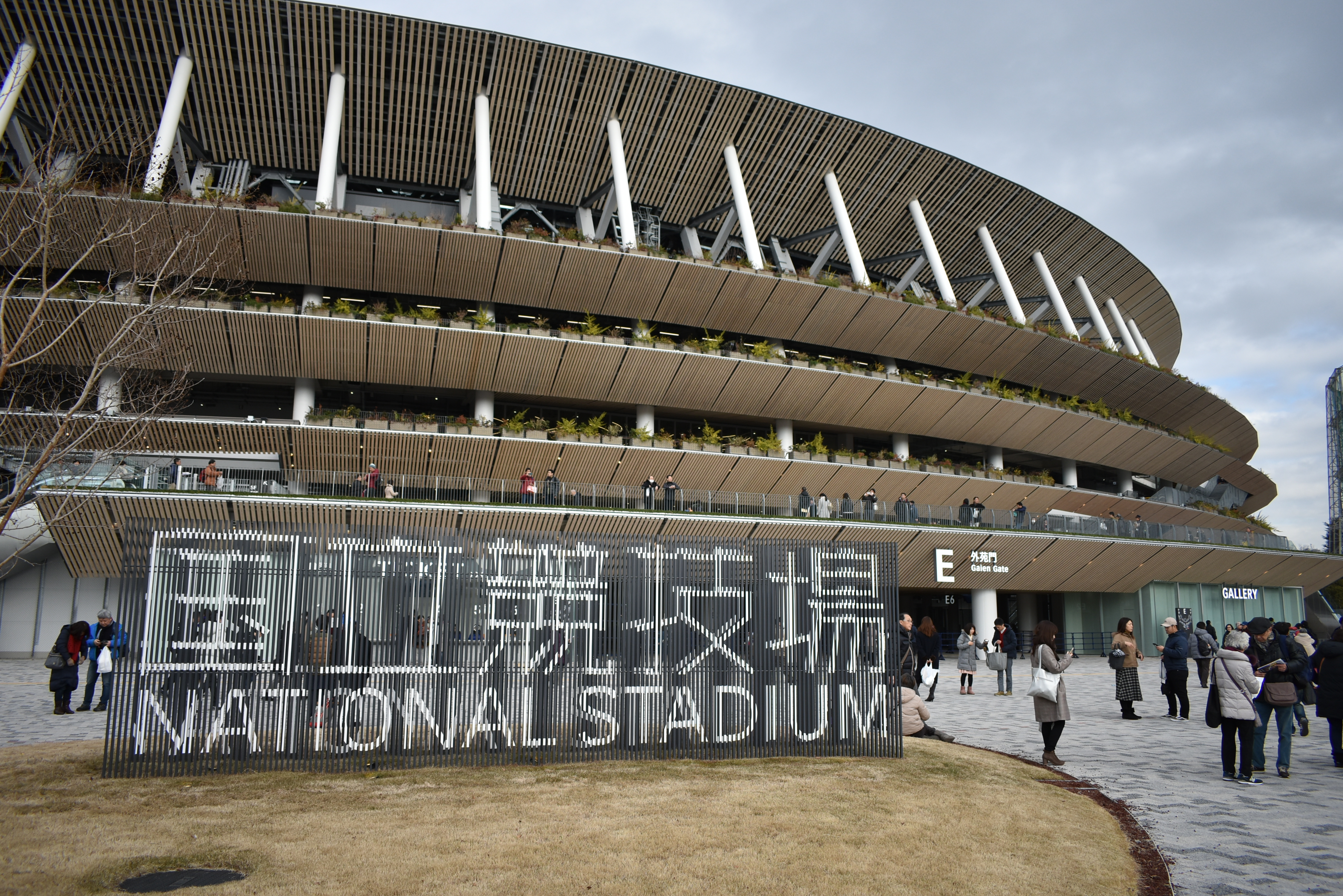
Estádio Nacional do Japão

O Estádio Nacional do Japão é a sede da cerimônia de abertura. A demolição do Estádio Olímpico de Tóquio foi completada em maio de 2015. A construção do novo estádio começou em 11 de dezembro de 2016. O estádio foi entregue ao COI em 30 de novembro de 2019 para os preparativos. A capacidade durante os Jogos será de 60.102, incluindo as áreas executiva e de mídia.

## Chama olímpica
Em dezembro de 2018, os organizadores relataram que, embora a pira olímpica esteja programada para ser acesa e extinta no estádio, a chama será acesa e transferida por uma pira pública (seguindo o exemplo de 2010 e 2016) para a beira-rio de Tóquio enquanto os Jogos estiverem em progresso, sendo transferida novamente para o Novo Estádio Nacional para a cerimônia de encerramento. Os organizadores citaram "dificuldades físicas" em manter a chama no Novo Estádio Nacional.